# Liam McCarron
Liam McCarron (Preston, 7 de marzo de 2001) es un futbolista británico que juega en la demarcación de extremo para el Northampton Town F. C. de la League One.

## Trayectoria
Tras formarse como futbolista en las categorías inferiores del Carlisle United F. C., finalmente el 15 de septiembre de 2018 debutó con el primer equipo en la EFL Two contra el Tranmere Rovers F. C. En 2019 se marchó al Leeds United F. C., haciendo su debut en la Premier League el 18 de diciembre de 2021 contra el Arsenal F. C.. El encuentro finalizó con un resultado de 1-4 a favor del conjunto londinense tras los goles de Bukayo Saka, Emile Smith Rowe y un doblete de Gabriel Martinelli para el Arsenal, y de Raphinha para el Leeds. Ese fue su único partido con el primer equipo antes de ser traspasado al Stoke City F. C. en junio de 2022. En septiembre fue cedido al Port Vale F. C.
El 1 de agosto de 2024 fue traspasado al Northampton Town F. C., equipo con el que firmó por un año con opción a otro.

## Clubes
Actualizado al último partido disputado el 5 de noviembre de 2022.
| Club                     | País       | Año       | Partidos | Goles |
| ------------------------ | ---------- | --------- | -------- | ----- |
| Carlisle United F. C.    | Inglaterra | 2018-2019 | 20       | 0     |
| Leeds United F. C.       | Inglaterra | 2019-2022 | 1        | 0     |
| Stoke City F. C.         | Inglaterra | 2022      | 0        | 0     |
| Port Vale F. C. (cedido) | Inglaterra | 2022-2023 | 4        | 0     |
| Stoke City F. C.         | Inglaterra | 2023-2024 | 1        | 0     |
| Northampton Town F. C.   | Inglaterra | 2024-     | 21       | 2     |